# الحزب الوطني (كينيا)
الحزب الوطني هو حزب سياسي كيني تأسس في عام 2004. يرأس الحزب حاليا مور بواناماكا. من بين رؤساء الحزب السابقين: وافينيا نديتي  وكويجي واموير.

## الانتخابات العامة 2007
تم انتخاب وافينيا نديتي لعضوية البرلمان كأول امرأة تمثل دائرة كاثياني الانتخابية. تم انتخاب جيتوبو إيمانيارا لتمثيل دائرة إيمنتي المركزية.

## الانتخابات العامة 2017
قبل انتخابات عام 2017، انضمت الحزب إلى الائتلاف للإصلاحات والديمقراطية في يوليو 2016. في عام 2017، انتقل معظم أعضاء الحزب إلى التحالف الوطني الممتاز. تم انتخاب ديفيد مواليكا مبوني لتمثيل مقاطعة كيتوي، العضو الوحيد في الحزب الذي يشغل مقعدًا في الجمعية الوطنية.

## مقعد ماتشاكوس في مجلس الشيوخ 2021
بعد وفاة عضو مجلس الشيوخ عن الحزب الوطني بونيفاس كاباكا في ديسمبر 2020، أصبح مقعد مجلس الشيوخ عن مقاطعة ماتشاكوس متاحًا. انسحبت مرشحة الحزب ليلي ندوكو موانزيا من السباق بسبب القيود المالية.